# 라메이섬 학살

학살이 일어난 라메이섬의 위치

라메이섬 학살(네덜란드어: Massamoord op eiland Lamey) 또는 납미도 사건(중국어 정체자: 拉美島事件)은 1636년 4월부터 5월까지 네덜란드 공화국 지배 하에 있던 대만 근처의 라메이섬(납미도, 현재의 중화민국 핑둥현 류추향)에서 네덜란드 군인이 반외세 봉기를 일으킨 섬 원주민들을 학살한 사건이다. 이로 인해 300명 정도의 사망자가 발생했으며, 살아남은 원주민은 전부 노예로 끌려가 라메이섬은 한동안 무인도가 되었다. 이후 대만이 청나라 영토가 된 후에 중국계 주민들이 섬에 들어와 거주하게 되었다.

## 같이 보기
- 네덜란드령 포르모사